# Erik Kromann
Erik Kromann (født 1946) var fra 1980 til 2020 leder af Marstal Søfartsmuseum i Marstal på Ærø, lærer, politiker, sømand og forfatter. Han har sammen med Inge-Lise Kromann (1946-2008) børnene Hans, Sara samt adoptivsønnen Nils. Kromann er født og opvokset i skipperbyen Marstal.
Efter sin studentereksamen gennemførte han lærer- og navigationsuddannelsen. I 1980, efter både at have været lærer og sømand i en tid, blev han leder af Marstal Søfartsmuseum. Kromann har desuden været redaktør for kvartalsbladet Ærøboen siden 1990 og leder af sømandskoret Marstal Småborgerlige Sangforening.
Erik er ivrig deltager i stort set alle TV-programmer og indslag, der omhandler Ærø, herunder specielt Marstal.

## Bøger
- - En by ændrer ansigt, 1990 (sammen med Andrea Galsbo)
  - Skibet, 1992 (sammen med Holm-Petersen)
  - Marstal Søfart 1925-2000, 2000 (sammen med Karsten Hermansen m.fl.)
  - Dit ansigt piver sømand, 2003
  - Danske søfolk under Dannebrog, 2004
  - m.fl.

## Politik
- Medlem af Ærø Kommunes første kommunalbestyrelse
- Medlem af Teknik- og havneudvalget i Marstal Kommune som brugernes repræsentant igennem 20 år

## Priser
- Kaptajn H.C. Lungreens Legat for danske forfattere og andre, der har øget interessen hos ungdommen for Sølivet. 2008
- Sydfyenske Dampskibs-selskabs Fond maritime pris. 2009'
- Bikubens museumslegat 2011
- Bygd-prisen 2016
- Martha-prisen 2016

## Eksterne links/kilder
- Marstal Søfartsmuseum Arkiveret 3. september 2009 hos  Wayback Machine
- Sydfyenske-Prisen 2009